# Afrikai pálmasarlósfecske
Az afrikai pálmasarlósfecske (Cypsiurus parvus) a madarak (Aves) osztályának sarlósfecske-alakúak (Apodiformes) rendjébe, ezen belül a  sarlósfecskefélék (Apodidae) családjába tartozó faj.

## Rendszerezése
A fajt Martin Hinrich Carl Lichtenstein német ornitológus írta le 1823-ban, a Cypselus nembe Cypselus parvus néven.

## Alfajai
- Cypsiurus parvus brachypterus (Reichenow, 1903)
- Cypsiurus parvus celer Clancey, 1983
- Cypsiurus parvus gracilis (Sharpe, 1871)
- Cypsiurus parvus griveaudi Benson, 1960
- Cypsiurus parvus hyphaenes Brooke, 1972
- Cypsiurus parvus laemostigma (Reichenow, 1905)
- Cypsiurus parvus myochrous (Reichenow, 1886)
- Cypsiurus parvus parvus (Lichtenstein, 1823)[2]

## Előfordulása
Afrikában a Szahara alatti részeken, Angola, Benin, Bissau-Guinea, Botswana, Burkina Faso, Burundi, Csád, a Comore-szigetek, a Dél-afrikai Köztársaság, Dél-Szudán, Kamerun,  a Kongói  Köztársaság, a Kongói Demokratikus Köztársaság, a Közép-afrikai Köztársaság, Elefántcsontpart, Dzsibuti, Egyenlítői-Guinea, Eritrea, Etiópia, Gabon, Gambia, Ghána, Guinea, Jemen, Kenya, Libéria, Madagaszkár, Malawi, Mali, Mauritánia, Mayotte, Mozambik, Namíbia, Niger, Nigéria, Ruanda, São Tomé és Príncipe, Szaúd-Arábia, Szenegál, Sierra Leone, Szomália, Szudán, Szváziföld, Tanzánia, Togo, Uganda,  Zambia és Zimbabwe területén honos. 
Természetes élőhelyei szubtrópusi és trópusi lombhullató erdők és száraz szavannák, valamint vidéki kertek és városias régiók. Állandó, nem vonuló faj.

## Megjelenése
Testhossza 16 centiméter, testtömege 10-18 gramm.

## Életmódja
Rovarokkal táplálkozik.

## Szaporodása
|  |

## Természetvédelmi helyzete
Az elterjedési területe rendkívül nagy, egyedszáma pedig növekszik. A Természetvédelmi Világszövetség Vörös listáján nem fenyegetett fajként szerepel.